# Flavia Kuratli
Flavia Kuratli (* 20. März 1996) ist eine Schweizer Unihockeyspielerin. Sie steht beim Nationalliga-A-Vertreter Unihockey Berner Oberland unter Vertrag.

## Karriere

### Verein
Kuratli begann ihre Karriere beim UHC Flims, bevor sie in den Nachwuchs von Piranha Chur wechselte. Während der Saison 2013/14 kam sie erstmals in der Nationalliga A zum Einsatz.
2015 wechselte sie von der U21-Mannschaft der Churer in die erste Mannschaft des UHV Skorpion Emmental. 2018 gab der UHV Skorpion Emmental bekannt, dass Kuratli weiterhin für die erste Mannschaft auflaufen wird. 2020 entschied sich Kuratli für einen Wechsel zum Nationalliga-B-Vertreter UH Lejon Zäziwil.  
Nach nur einer Saison verliess sie den Verein erneut Richtung Nationalliga A. Sie schloss sich Unihockey Berner Oberland an. 

### Nationalmannschaft
Kuratli debütierte 2012 an der Euro Floorball Tour für die Schweizer U19-Unihockeynationalmannschaft.